# Nemico alla porta
Nemico alla porta (Enemy at the Door) è una serie televisiva britannica in 26 episodi trasmessi per la prima volta nel corso di 2 stagioni dal 1978 al 1980.
È una serie drammatica di guerra ambientata durante la seconda guerra mondiale e incentrata sulle vicende riguardanti l'occupazione tedesca di Guernsey, una delle Isole del Canale, attraverso le esperienze dei membri della famiglia Martel.

## Personaggi e interpreti
- Maggiore Richter (stagioni 1-2), interpretato da Alfred Burke.
- Dottor Philip Martel (stagioni 1-2), interpretato da Bernard Horsfall.
- Olive Martel (stagioni 1-2), interpretato da Antonia Pemberton.
- Sturmbannführer Reinicke (stagioni 1-2), interpretato da Simon Cadell.
- Maggiore Freidel (stagioni 1-2), interpretato da Simon Lack.
- Oberleutnant Kluge (stagioni 1-2), interpretato da John Malcolm.
- Peter Porteous (stagioni 1-2), interpretato da Richard Heffer.
- Clare Martel (stagioni 1-2), interpretata da Emily Richard.
- Helen Porteous (stagioni 1-2), interpretata da Helen Shingler.
- Gefreite (stagioni 1-2), interpretato da Peter Holt.
- Martel's Maid (stagioni 1-2), interpretato da Pauline Minear.
- Feldwebel (stagione 1), interpretato da Mark Christon.
- General maggiore Müller (stagione 2), interpretato da David Waller.
- Det. Sgt. Roy Lewis (stagione 1), interpretato da John Nettles.

## Produzione
La serie, ideata da Michael Chapman, fu prodotta da London Weekend Television Le musiche furono composte da Wilfred Josephs.

### Registi
Tra i registi sono accreditati:
- Bill Bain in 11 episodi (1978-1980)
- Jonathan Alwyn in 6 episodi (1978-1980)
- Christopher Hodson in 4 episodi (1978)
- Martyn Friend in 3 episodi (1980)

### Sceneggiatori
Tra gli sceneggiatori sono accreditati:
- Michael Chapman in 7 episodi (1978-1980)
- James Doran in 6 episodi (1978-1980)
- N.J. Crisp in 4 episodi (1978-1980)
- John Kershaw in 3 episodi (1978-1980)
- Kenneth Clark in 3 episodi (1978)

## Distribuzione
La serie fu trasmessa nel Regno Unito dal 21 gennaio 1978 al 29 marzo 1980 sulla rete televisiva Independent Television. In Italia è stata trasmessa con il titolo Nemico alla porta.

## Episodi
| Stagione         | Episodi | Prima TV Regno Unito |
| ---------------- | ------- | -------------------- |
| Prima stagione   | 13      | 1978                 |
| Seconda stagione | 13      | 1980                 |